# Narve Bonna
Narve Nilsen Bonna, norveški smučarski skakalec, * 16. januar 1901, Bærum, Norveška, † 2. marec 1976, Bærum.
Bonna je nastopil na Zimskih olimpijskih igrah 1924 v Chamonixu, kjer je osvojil naslov olimpijskega podprvaka na veliki skakalnici.